# Tombe du roi Suro

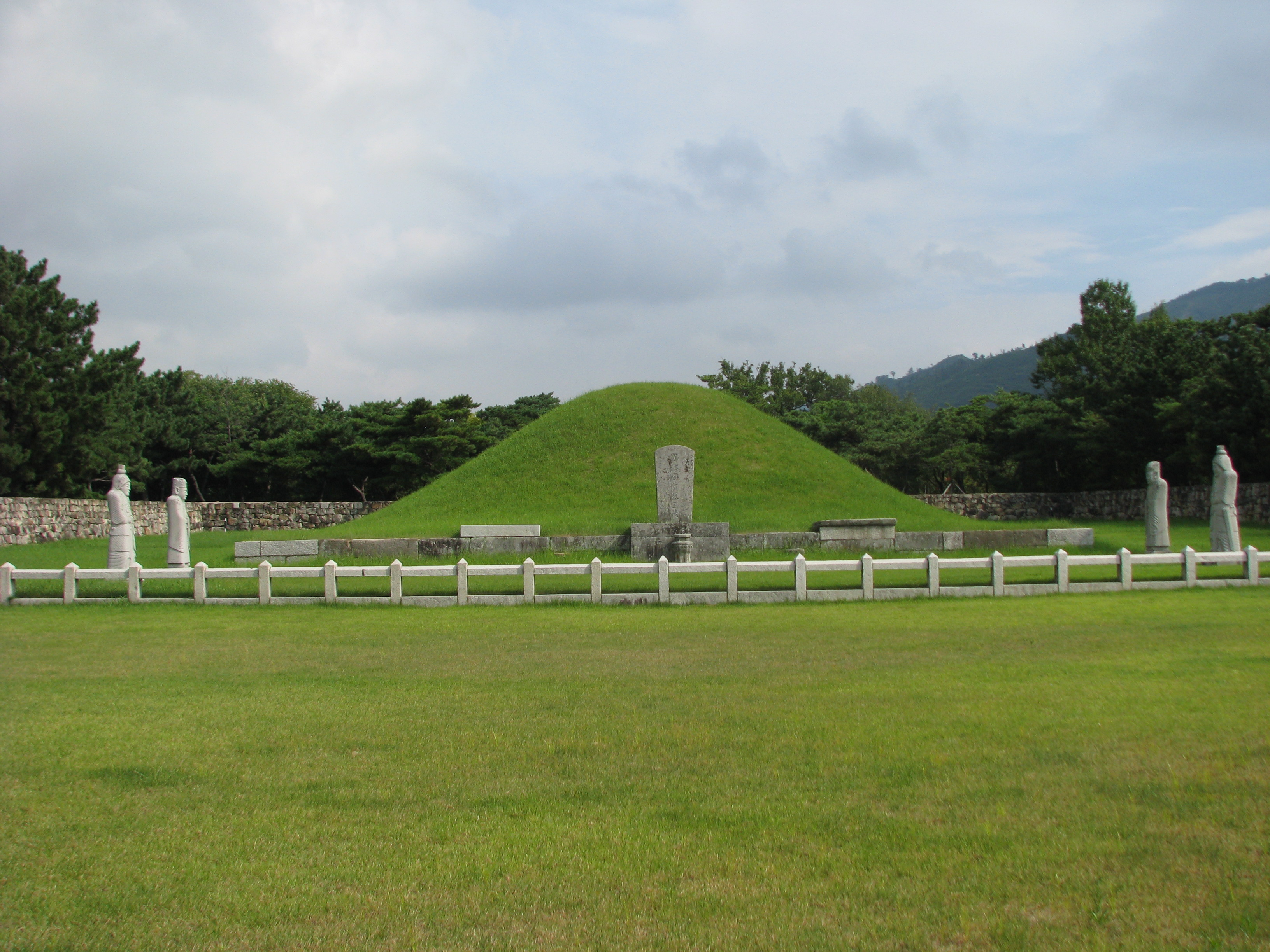
La tombe du roi Suro

La tombe du roi Kim Suro est dédiée au fondateur d’un royaume de la confédération de Gaya que le clan des Kim de Gimhae considère comme étant son progéniteur.
Elle se trouve dans le centre de Gimhae et a reçu son apparence actuelle en 1580 sous la direction d’Heo Yeop (ko) qui était alors gouverneur de la province. Le tombeau prend la forme d’un grand tumulus au milieu d’une enceinte comprenant plusieurs bâtiments, notamment le Sungseonjeon qui abrite les tablettes ancestrales du roi et de la reine. La pierre tombale date de 1647 et l’ensemble du site a été classé site historique n° 73.
L’histoire du roi Suro est décrite dans le Samguk Yusa, un livre du XIIIe siècle qui décrit l’histoire de la Corée et en particulier ses légendes fondatrices : Suro est le premier des six princes sortis de six œufs descendus du ciel dans un bol doré. Il fonda alors le royaume de Geumgwan Gaya. Né en 42 et mort en 199, il a épousé une princesse originaire de l’Inde, Heo Hwang-ok et a eu 12 enfants dont 10 fils. Huit d’entre eux sont à la base de la lignée des Kim de Gimhae. Les deux autres ont eu le droit de garder le nom de famille de leur mère, ils sont à l’origine du clan des Heo de Gimhae.
La tombe de la reine Heo se trouve dans la même ville, sur une colline.

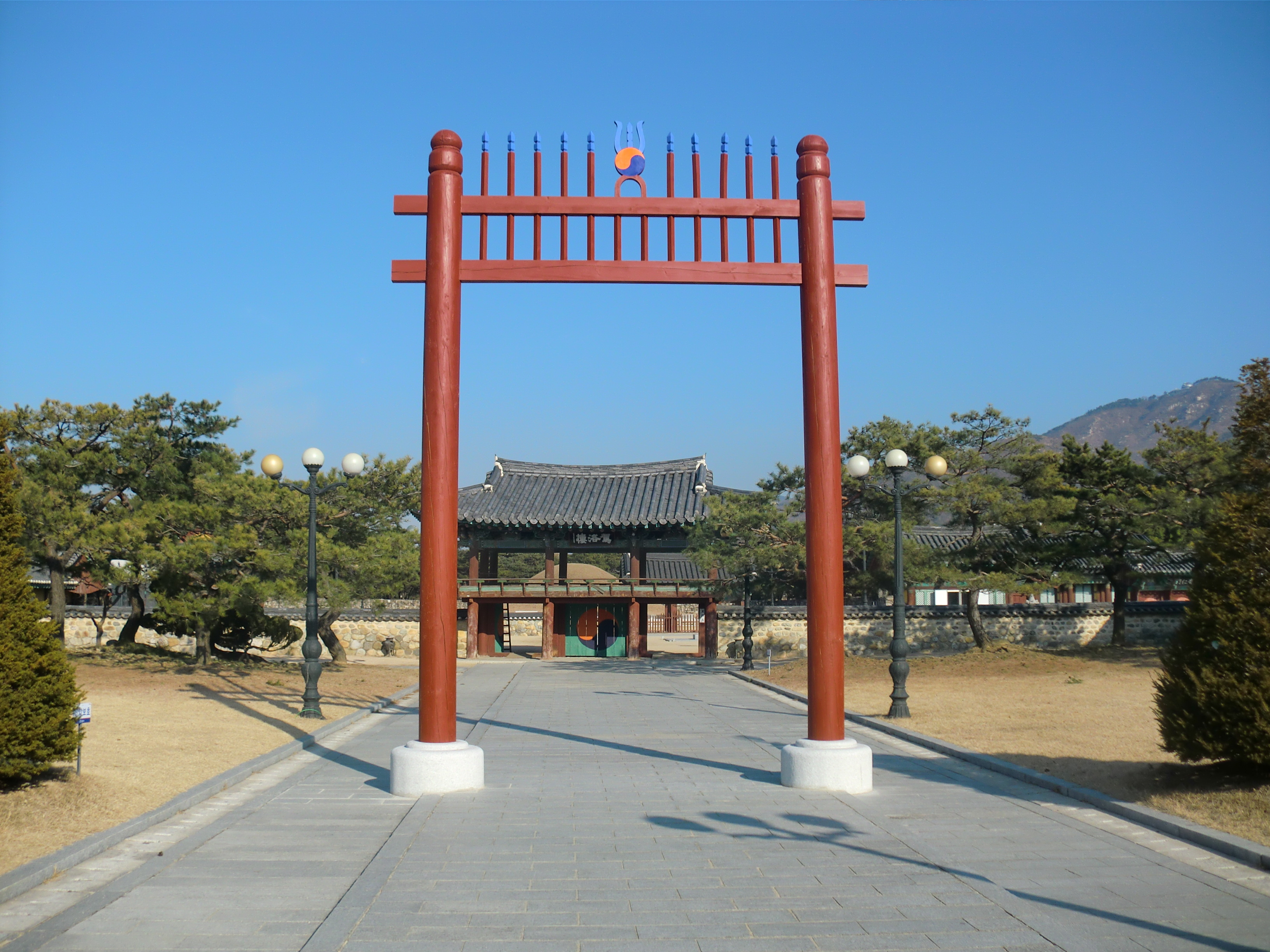
Portes d’entrée
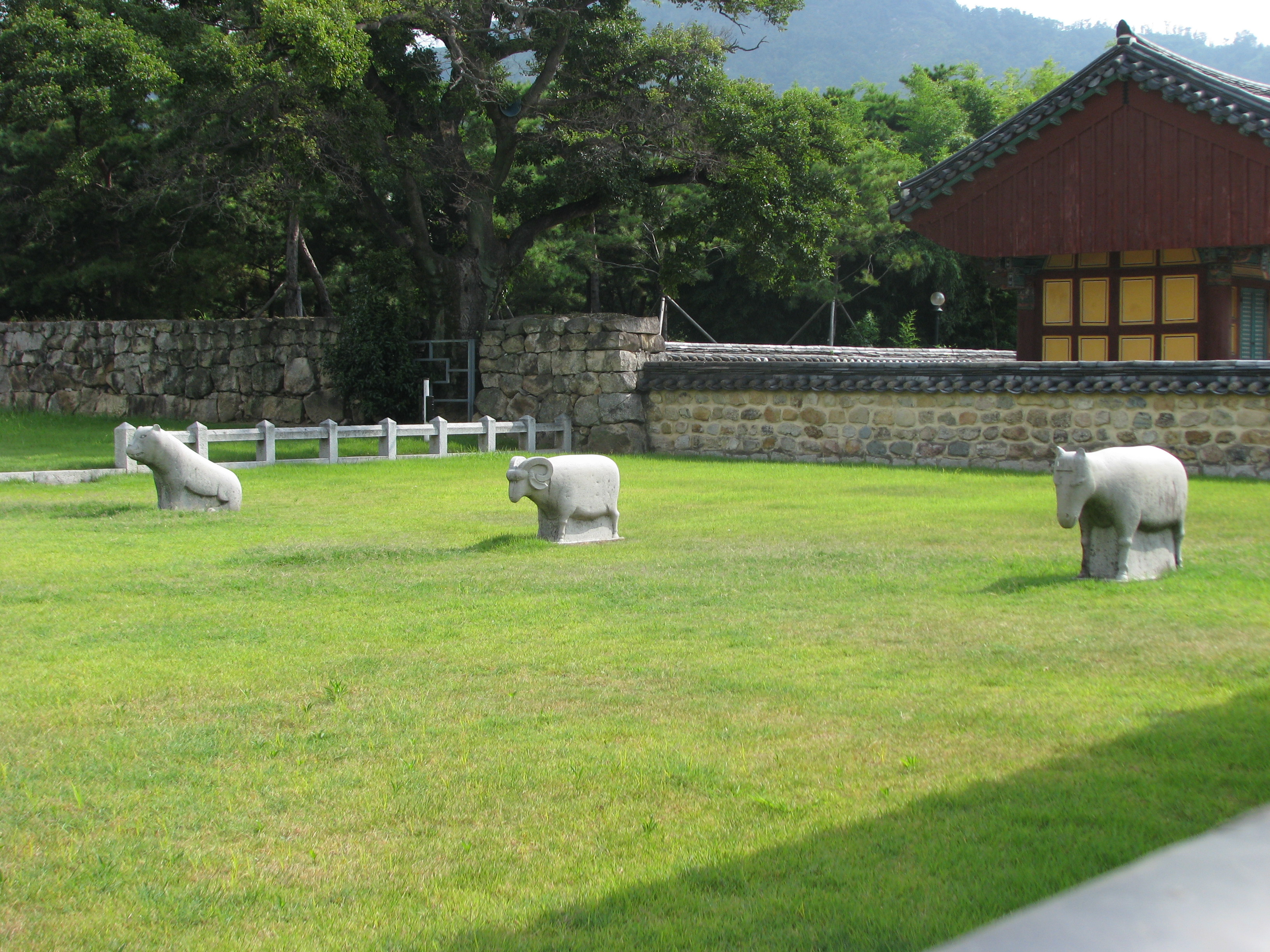
Sculptures
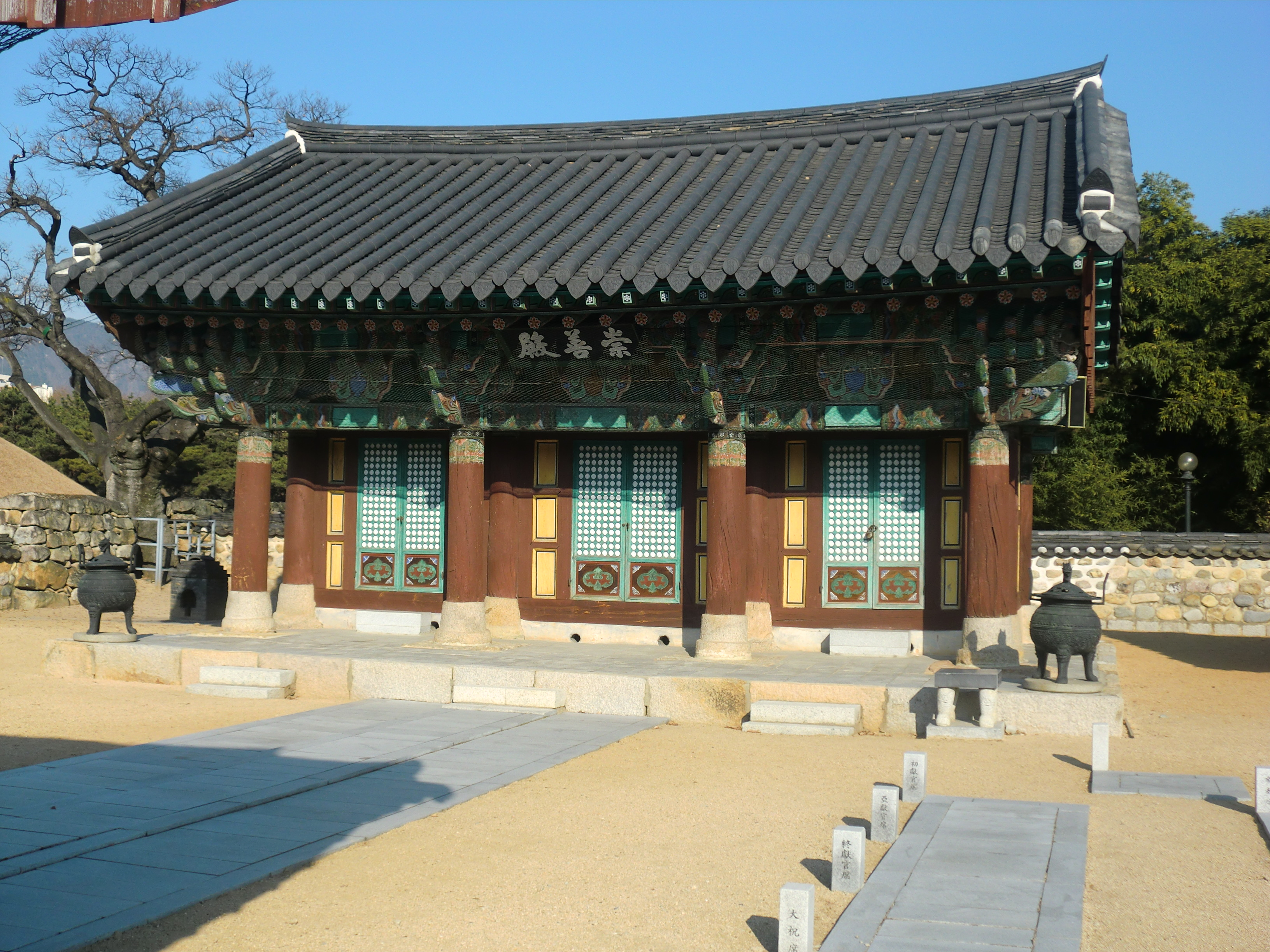
Sungseonjeon
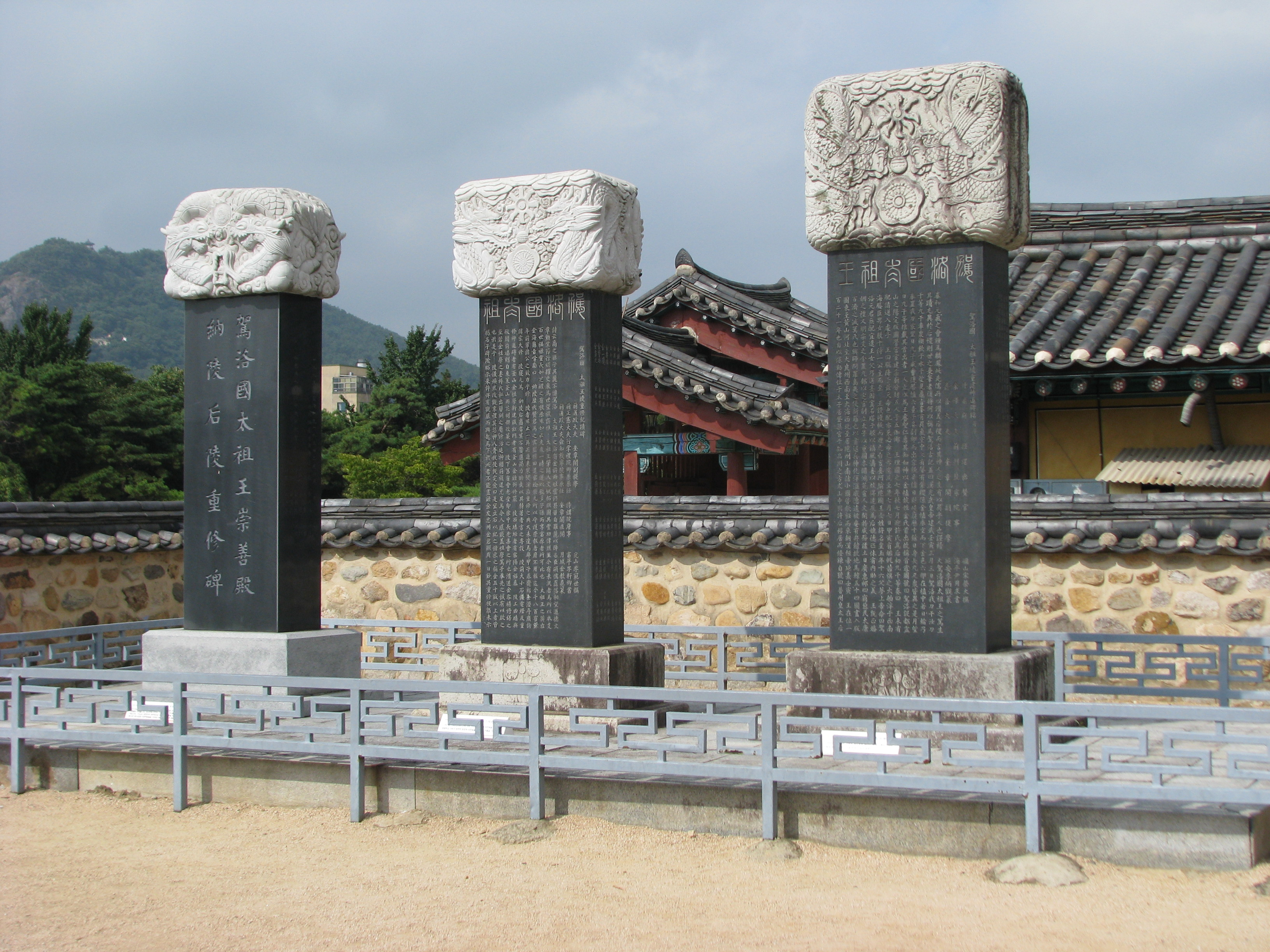
Pierres tombales
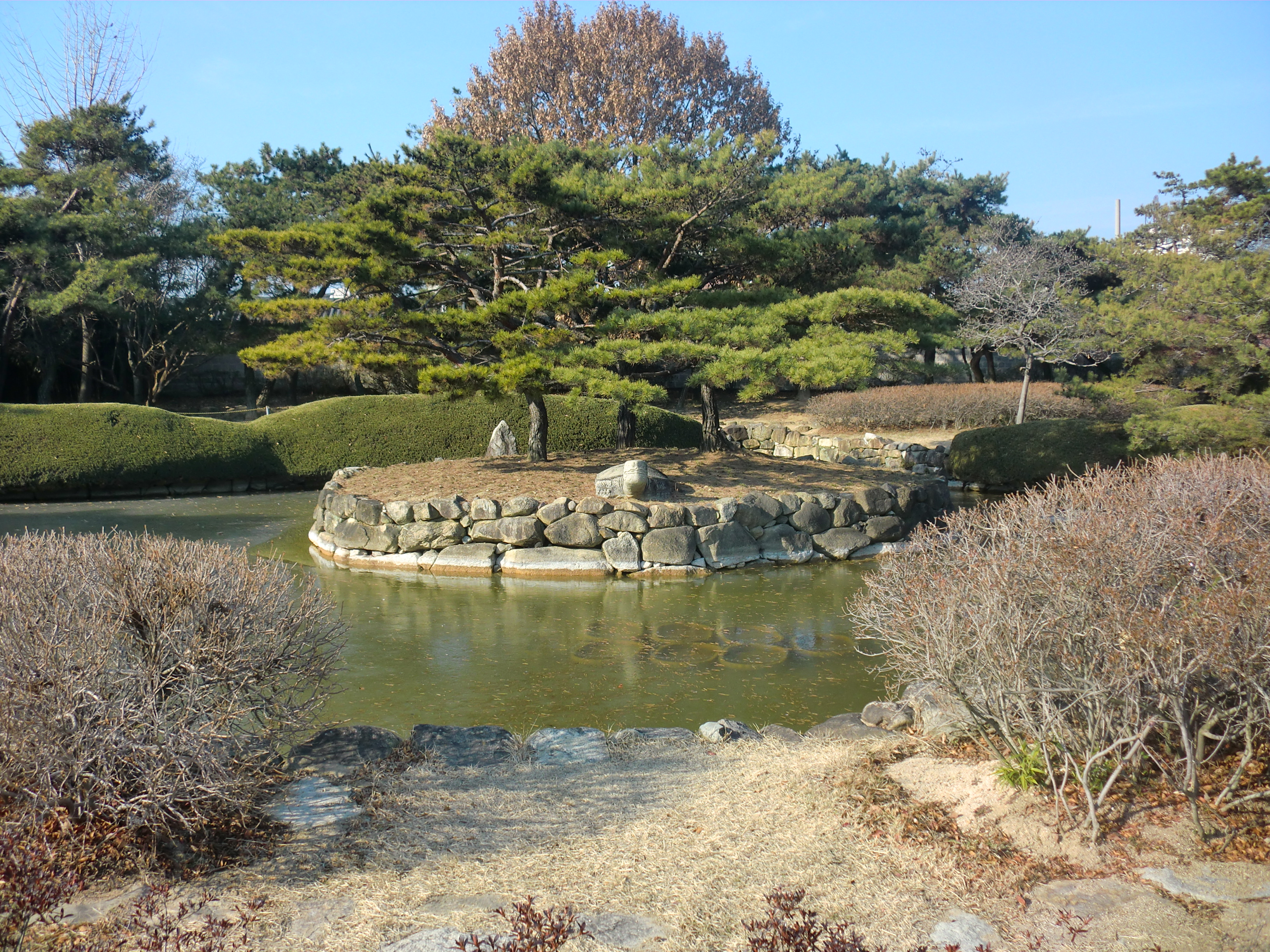
Jardin